# Vought XF5U
El Vought XF5U conegut com a "Flying Flapjack" era un caça experimental de l'exèrcit dels Estats Units dissenyat per Charles H. Zimmerman per a la companyia Vought durant la Segona Guerra Mundial. Aquest disseny poc ortodox consistia en un cos amb forma de disc pla (per això rebia el seu nom, ja que flapjack és un dels noms de la crep americana) que es feia servir com a superfície d'enlairament. Tenia dos motors de pistons rematats per les hèlices localitzades al caire d'atac de les ales.

## Disseny i desenvolupament
El XF5U-1 era una versió més gran i desenvolupada del prototipus original del V-173. Amb construcció completament metàl·lica, era gairebé cinc vegades més pesant i portava dos motors radials Pratt & Whitney R-2000 de 1.600 h.p. La configuració va ser dissenyada per crear una aeronau amb una proporció d'aspecte baix i baixa velocitat d'enlairament i aterratge però amb una bona velocitat punta.

## Especificacions (XF5U-1)

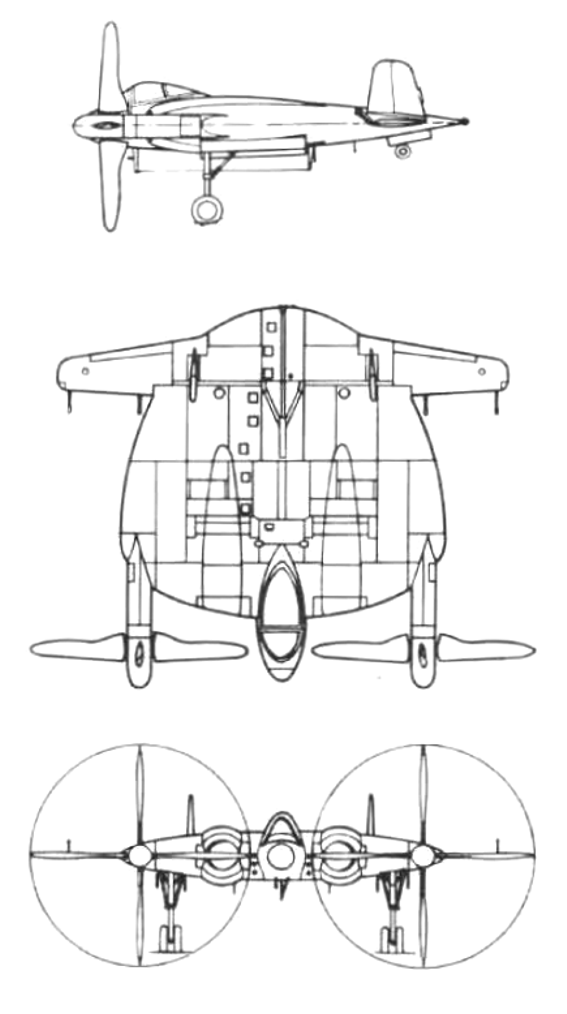

## Especificacions (XF5U-1)[3]
Característiques generals
- Tripulació: 1 pilot
- Longitud: 8,73 m
- Envergadura: 9,91 m
- Alçada: 4,5 m
- Superfície de l'ala 44,2 m²
- Pes buit: 5.958 kg
- Pes carregat: 7.600 kg
- Pes màxim d'enlairament: 8.533 kg
- Motors: 2×  motors radials Pratt & Whitney R-2000-7, 1.350 hp   cada un

 Rendiment 
- Velocitat màxima: 765 km/h (estimada) (765 km/h a 8,534 metres)
- Abast: 1.703 km
- Sostre de servei: 10.516 m
- Ràtio d'ascens: 914 m/min
- Càrrega alar: 172 kg/m²
- Potència/pes: 0,27 kW/kg

Armament

- 6 × 50 metralladoras o 4 × canons de 20 mm
- 2 × 453 kg de bombes